# Народна милиција Доњецке Народне Републике
Народна милиција Доњецке Народне Републике (рус. Народная милиция Доне́цкой Наро́дной Респу́блики) је оружана сила самопроглашене Доњецке Народне Републике (ДНР). Народна милиција је подређена Влади државе, а њом управља Министарство одбране. Број активних војника на крају 2019. године износио је 20.840 људи.
Дана 12. новембра 2014. године створен је 1. армијски корпус ДНР.
31. децембра 2022. године, Народна милиција ДНР је формално угашена формирањем 1. Доњецког армијског корпуса, прикљученом саставу 8. Гардијске комбиноване армије Јужног војног округа Оружаних снага Руске Федерације.

## Задаци
У циљу заштите интереса Доњецке Народне Републике и њених грађана, одржавања међународног мира и безбедности, формирање Оружаних снага Доњецке Народне Републике може се оперативно користити ван територије Доњецке Народне Републике у складу са општепризнатим принципа и норми међународног права, међународних уговора Доњецке Народне Републике и овог закона за решавање следећих проблема:
- одбијање оружаног напада на формације Оружаних снага Доњецке Народне Републике, друге трупе или тела стациониране ван територије Доњецке Народне Републике;
- одбијање или спречавање оружаног напада на другу државу која се са одговарајућим захтевом обратила Доњецкој Народној Републици;
- заштита држављана Доњецке Народне Републике ван територије Доњецке Народне Републике од оружаног напада на њих.

## Наоружање и војна опрема
У 2019. години, према подацима Министарства одбране Украјине, 1. армијски корпус ДНР имао је 285 тенкова, 557 борбених оклопних возила, 240 топова, 171 минобацача и 122 вишецевних ракетних система.
- Оружане снаге ДНР на паради победе 9. маја различитих година у Доњецку
- Т-72
- Т-64
- БМП-1
- БМП-2
- БТР-70
- БТР-80
- 2С1 Гвоздика
- БМ-21 Град
- Мста-Б
- Д-30
- Стрела 10
- ЗУ-23-2
- Брем-1
- КамАЗ-5350
- Урал-4320
- УАЗ-3151